# Corps Guestphalia Berlin

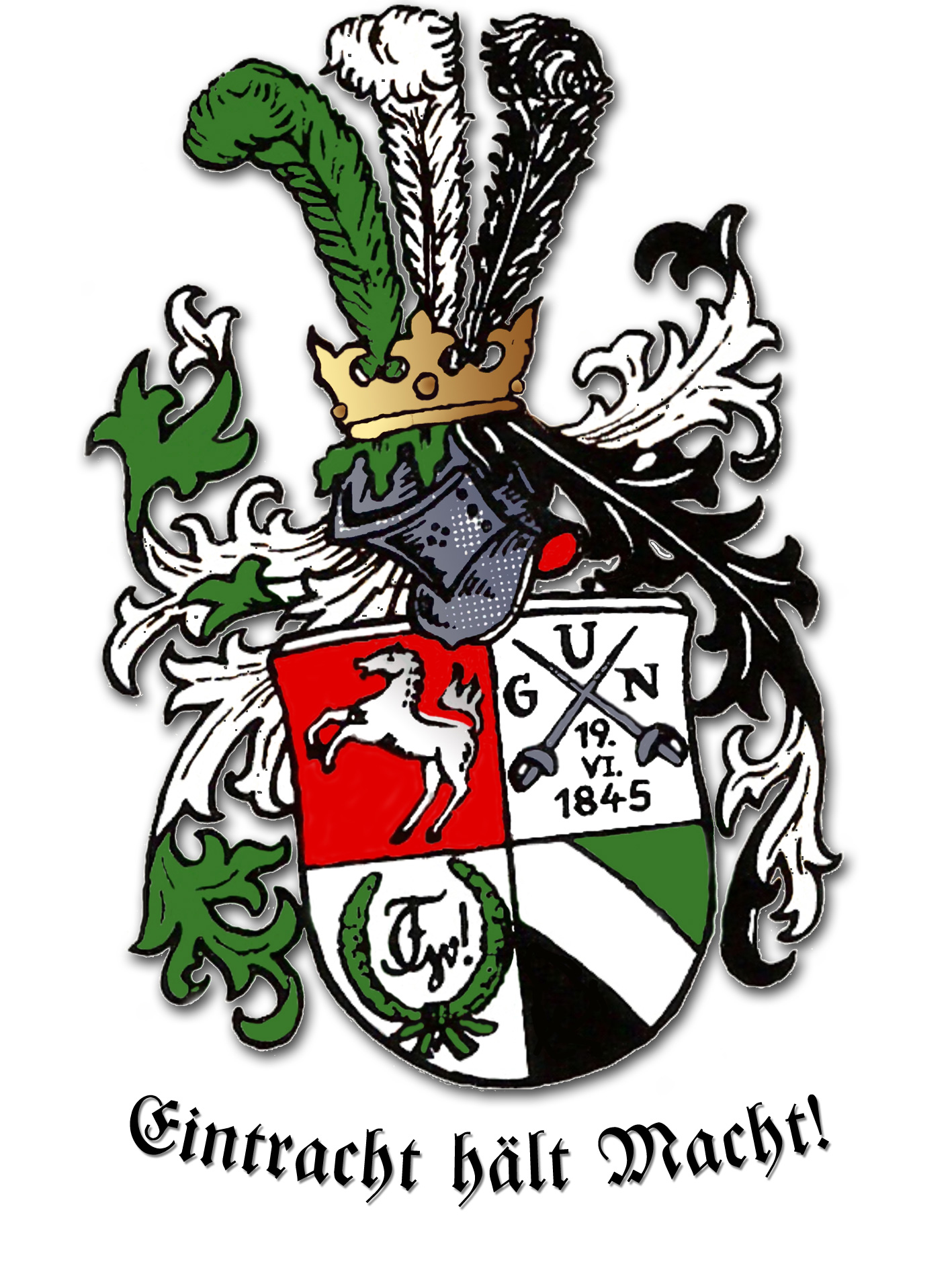
Armoiries de Guestphalia

Le Corps Guestphalia Berlin est une association étudiante combattante et portant couleur (de) au sein de l'Association des convents des anciens de Kösen.

## Histoire
Une Guestphalia I aux couleurs vert, noir et blanc avec percussion argentée est attestée à Berlin dès 1811, peu après la fondation de l'université. Elle existe jusqu'en 1821. L'un de ses membres les plus éminents est Theodor Körner, le poète des guerres napoléoniennes, qui s'est installé à Berlin après sa relégation de l'université de Leipzig.
La Guestphalia d'aujourd'hui est fondée le 19 juin 1845 à l'Université Frédéric-Guillaume. Comme pour presque tous les corps westphaliens (de), les couleurs sont vert-blanc-noir sur percussion argentée. La devise est l’unité détient le pouvoir ! Quelques jours après sa fondation, Guestphalia conclut une « relation d’ex-cartel » avec le Corps Pomerania contre la convention des anciens du Corps Neoborussia et Hansea.
En 1863 et 1882, le corps fournit aux présidents du Congrès de Kösen Rudolf Waschband I (plus tard membre honoraire) et Karl Piest. En 1912, une maison de corps séparée est inaugurée dans une propriété d'angle de la Bettinastrasse et de la Douglasstrasse à Berlin-Grunewald. Pendant la Première Guerre mondiale, elle sert de maison de convalescence pour les soldats blessés à partir de 1914.
Sous le national-socialisme, Guestphalia, comme tous les corps, doit être suspendu le 30 octobre 1935. Elle se reconstitue le 11 novembre 1950 à Mayence et y devient membre du SC nouvellement fondé. Le 30 octobre 1955, elle retourne à Berlin.

## Relations
Guestphalia appartient au cercle vert du KSCV. Des relations amicales existaient avec la Masovia (1880-1882) et la Tigurinia I (de) et existent avec la Franconia München (de) (1870), la Holsatia, la Franconia Jena (de), le Borussia Breslau (de) (1964) et l'Albertina.

## Membres notables

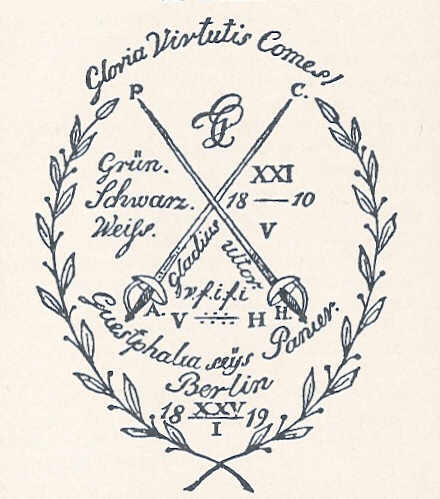
Emblème fédéral de Guestphalia I (1819)

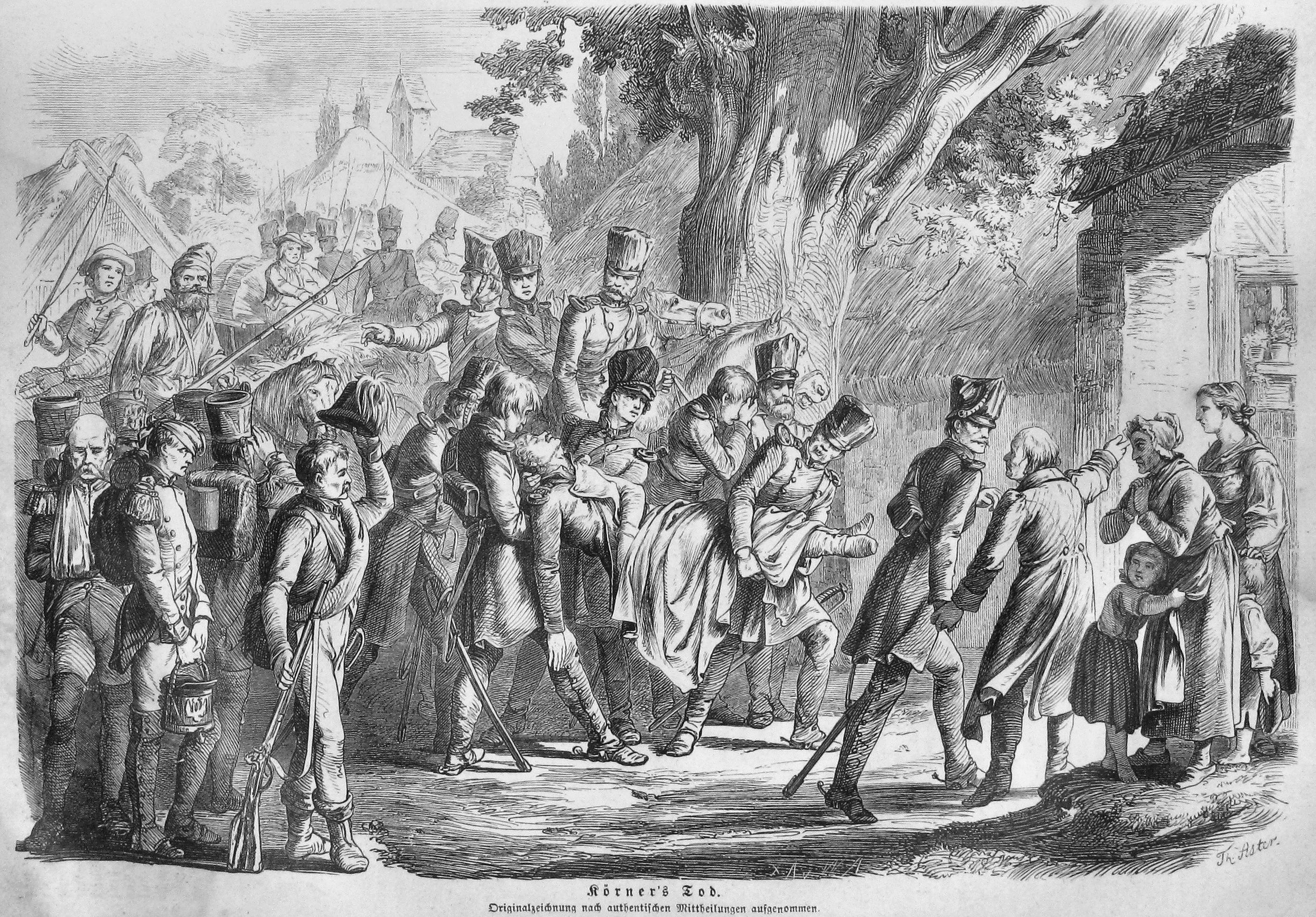
Mort de Körner, Die Gartenlaube 1863

- Heinrich von Achenbach (1829-1899), militant des droits miniers, homme politique
- Gerd Beug (de) (1882-1961), ingénieur et industriel
- Karl Friedrich Beug (de) (1883-1965), industriel
- Joachim Brinkmann (de) (1934-2022), député
- Max Duderstadt (de) (1861-1918), administrateur de l'arrondissement de Westerburg (de) et de l'arrondissement de la Basse-Lahn
- Carl Credé (de) (1878-1952), médecin et écrivain
- Gustav Fabricius (de) (1880-1960), membre du conseil d'administration de la Stettiner Hafengesellschaft mbH et de la Stettin Airport GmbH
- Horst Gärtner (de) (1911-2001), microbiologiste et hygiéniste
- Julius Goerdeler (de) (1844-1928), juge et député de la chambre des représentants de Prusse
- Harald Gollnick (de) (né en 1948), dermatologue
- August Hagen (de) (1834-1910), président du tribunal d'État supérieur de Naumbourg, député de la chambre des représentants de Prusse
- Carl Bernhard von Ibell (de) (1847-1924), maire de Wiesbaden
- John Koch (1850-1934), étudiant en anglais et historien
- Theodor Körner (1791-1813), fondateur de Guestphalia I
- Julius Kraaz (de) (1822-1889), avocat, fabricant de sucre, député du Reichstag
- Horst Lahr (de) (1913-2008), théologien
- Rolf Otto Lahr (de) (1908-1985), ambassadeur
- Joachim Linck (de) (1940-2013), avocat, journaliste et auteur, premier directeur du Parlement de l'État de Thuringe
- Gustav Adolf Meibauer (de) (1821-1897), avocat, député de la chambre des représentants de Prusse
- Max Menny (de) (vers 1862-1921), directeur de l'arrondissement de Château-Salins et de l'arrondissement de Colmar (de)
- Wolfgang Müller-Ruchholtz (de) (1928-2019), immunologiste
- Louis Niemeyer (de) (1856-1940), avocat et juge à Hambourg, député
- Martin Oldiges (de) (1940-2016), avocat, professeur des universités de Leipzig
- Otto Polysius (de) (1863-1933), ingénieur et industriel
- Joachim Raack (de) (1901-1997), juge au Tribunal social fédéral
- Albrecht von Rechenberg (1861-1935), gouverneur de l'Afrique orientale allemande, député de Reichstag
- Urs Rechn (né en 1978), metteur en scène, acteur de théâtre, de télévision et de cinéma
- Willem Sax (de) (1797-1852), avocat et homme politique, député de la seconde chambre de l'Assemblée des États du royaume de Hanovre
- Adolph von La Valette-St. George (de) (1831-1910), anatomiste
- Rudolf Windelband (de) (1869-1909), médecin homéopathe à Berlin ; Président de l'OKC 1863, membre honoraire
- Johannes Zwick (de) (né en 1955), médecin, président du conseil de surveillance du groupe d'entreprises Johannesbad